# Municipio 11 Central Cabarrus
El municipio 11 Central Cabarrus  (en inglés: Township 11, Central Cabarrus ) es un municipio ubicado en el  condado de Cabarrus en el estado estadounidense de Carolina del Norte. En el año 2010 tenía una población de 21.937 habitantes.

## Geografía
El municipio 11 Central Cabarrus se encuentra ubicado en las coordenadas 35°22′41.51″N 80°34′33.24″O / 35.3781972, -80.5759000.